# Piekło (Łomno)
Piekło – część wsi Łomno w Polsce, położona w województwie świętokrzyskim, w powiecie starachowickim, w gminie Pawłów.
W latach 1975–1998 Piekło administracyjnie należało do województwa kieleckiego.